# 140
Het jaar 140 is het 40e jaar in de 2e eeuw volgens de christelijke jaartelling.

## Gebeurtenissen

### Italië
- In Rome worden Antoninus Augustus Pius (derde maal) en Marcus Aurelius Caesar, door de Senaat gekozen tot consul van het Imperium Romanum.
- Pius I (140 - 155) volgt Hyginus op als de tiende paus van Rome.

### Parthië
- Vologases III (140 - 147) heerst na het overlijden van Mithridates IV als koning over het Parthische Rijk. De Alanen bezetten Medië en delen van Armenië.

### Brittannië
- Een Romeins expeditieleger (2 legioenen) onder bevel van keizer Antoninus Pius valt Schotland binnen. Hij geeft opdracht om de opstandige Picten te onderdrukken, deze bedreigen de handelswegen naar de Muur van Hadrianus.

## Geboren
- Ireneüs van Lyon, theoloog en kerkvader (overleden 202)

## Overleden
- Faustina de Oudere, keizerin en echtgenote van Antoninus Pius
- Gaius Suetonius Tranquillus, Romeins ambtenaar en historicus
- Mithridates IV, koning van Parthië